# Estamos invitados
Estamos invitados fue un programa de televisión chileno de formato talk show, emitido por Canal 13 y conducido por Mario Kreutzberger. Fue emitido entre agosto y octubre de 2014, en la segunda franja nocturna (23:00).

## Lista de episodios
| Nº | Fecha                    | Invitados                                                                     |
| -- | ------------------------ | ----------------------------------------------------------------------------- |
| 1  | 28 de agosto de 2014     | Amaro Gómez Pablos, Gabriel Boric, Catalina Campos y Jorge Zabaleta.          |
| 2  | 3 de septiembre de 2014  | Carolina Varleta, Claudio Palma, Matías del Río y Luis Jara.                  |
| 3  | 10 de septiembre de 2014 | Chayanne, Andrea Molina, Christopher Fuentes, DJ Méndez.                      |
| 4  | 24 de septiembre de 2014 | Nicolás Eyzaguirre, Katherine Salosny, José Miguel Viñuela y Pablo Simonetti. |
| 5  | 1 de octubre de 2014     | Amaya Forch, Juan Manuel Astorga, Leonor Varela e Iván Fuentes.               |
| 6  | 8 de octubre de 2014     | Actores de Valió la pena.                                                     |
| 7  | 15 de octubre de 2014    | Stefan Kramer, Pablo Longueira, Diana Bolocco y Felipe Orellana.              |